# Seegraben (Schwarzbach)
Der Seegraben ist ein rund 12 Kilometer langer rechter Zufluss des Schwarzbachs im Schweizer Kanton Schaffhausen und im deutschen Bundesland Baden-Württemberg. Er durchfließt das Wangental und südliche Teile des Landkreises Waldshuts und entwässert dabei ein rund 27 Quadratkilometer großes Gebiet im Klettgau.

## Verlauf
Der Seegraben entsteht beim Zusammenfluss von Ättigraben und Ettengraben auf 470 m direkt auf der Staatsgrenze zwischen den Orten Osterfingen und Jestetten. Der Ättigraben entspringt auf 605 m ü. M. auf dem Gemeindegebiet von Neunkirch, der Ettengraben auf 538,5 m ü. NN auf dem Gemeindegebiet von Jestetten. Der vereinigte Bach fließt anfangs hauptsächlich in nordwestliche Richtung, nimmt den Ausfluss des Gebietes Wüster See auf und durchfließt nun das Wangental. Nahe Osterfingen macht der Bach einen Bogen in Richtung Südwesten und umfließt dabei die östlichen und nördlichen Ausläufer des Nappbergs unterhalb Albführen. Wenig südlich von Wilchingen überquert er die Grenze zu Deutschland, welche hier etwa 800 Meter in Schweizer Territorium hineinragt. Er durchquert das Gemeindegebiet von Klettgau, tangiert den Ortsteil Weisweil und fließt heute in einem Betongraben an der Flanke der Burg Weißenburg entlang und mündet nahe Grießen nach über 12 Kilometer langem Lauf (mit Ettengraben) von rechts in den Schwarzbach.

### Zuflüsse
- Ölbach (links)
- Hohlgraben (links)
- Stutzgraben/Stutzmühlengraben (links)
- Wiesenbach (rechts)
- Bachtobelbach (links)